# Vlag van Thuin
De vlag van Thuin is op 2 februari 1993 bij raadsbesluit vastgesteld als de vlag van de Henegouwse gemeente Thuin. De vlag kan als volgt worden beschreven:
Twee even lange banen van blauw en van wit, met in de broektop drie witte merletten
De vlag werd pas op 26 oktober 1993 bevestigd door de Franse Gemeenschapsregering. De drie merletten, evenals de kleuren, zijn afkomstig aan het wapen van de abdij van Aulne. Ook zijn de kleuren van de vlag afkomstig uit het gemeentewapen.

Wapen van de abdij van Aulne.